# Karl Köhler (Politiker, 1815)
Karl Gustav Köhler (* 11. April 1815 in Fürth (Odenwald); † 15. August 1894 ebenda) war ein hessischer Kaufmann und Politiker und Abgeordneter der 2. Kammer der Landstände des Großherzogtums Hessen.
Karl Köhler war der Sohn des Amtsphysikus Johann Philipp Wilhelm Köhler und dessen Ehefrau Agnes, geborene Gießen. Köhler, der katholischen Glaubens war, war Kaufmann in Fürth und heiratete Friederica Carolina geborene Rupprecht.
Von 1872 bis 1875 gehörte er der Zweiten Kammer der Landstände an. Er wurde für den Wahlbezirk Starkenburg 5/Fürth gewählt.